# Питр-лока
Питрилока (санскр. पितृलोक, англ. Pitrloka или Pitriloka — «небо или мир предков», именуемых pitr; небо «родителей, отцов» ) — в индийской мифологической космографии одно из делений вселенной; по учению индийских философских школ Санкхья и Веданта — второе из восьми небес («лок»), в котором пребывают души предков, мудрецы-риши и прародители — праджапати.
Царство мертвых – Питрилока, «мир предков» – находится во владениях Ямы, человеческого сына Вивасвата и первого попавшего туда смертного, на юге, за краем земли, а еще точнее – под землей. Его обитатели – не единственные жители подземного мира. Первыми под поверхностью лежат семь ярусов Паталы – мира, где живут дайтьи, данавы и другие существа, противостоящие небесным богам. На нижнем, седьмом ярусе Паталы обитают наги – обладатели змеиных туловищ и человеческих голов. И лишь еще глубже, под царством нагов, лежат семь уровней загробного царства Ямы.
Питрилоку отделяют от остального мира воды священной Ганги, которая протекает и по земле, и по небу, и под землей, орошая собою весь обитаемый мир. В своем нижнем, подземном течении Ганг называется Вайтарани, которая уходит под землю зловонным потоком, полным крови, костей и волос и населенным разнообразной нечистью. Пересечь ее и попасть в царство Ямы можно только с помощью коровы, держась за хвост священного животного. 
Животный мир Питрилоки весьма богат. В «Гаруда-Пуране», одном из священных текстов индуизма, описываются обитающие здесь львы, тигры, собаки и змеи. Птицы представлены совами, ястребами, стервятниками и воронами с железными клювами. Из насекомых водятся скорпионы, пчелы и москиты. В реке обитают крокодилы, черепахи, рыбы, пиявки. Природа Питрилоки разнообразна, но недружелюбна по отношению к человеку. Источников питьевой воды здесь нет. Упомянуты колодцы, созданные с единственной целью - чтобы в них проваливались путники. Встречаются озера гноя, крови и испражнений.
В «Гаруда-Пуране» упомянуты зоны, где царит «холод в сотни раз более сильный, чем холод Гималаев». В то же время «двенадцать солнц», сияющие над Питрилокой, «нестерпимо жарки».
Рельеф представлен ущельями, горами, равнинами, холмами и долинами. Встречаются труднопроходимые леса, листья которых напоминают острые мечи. 
Все прибывающие в Питрилоку прежде всего подлежат суду, осуществляемый непосредственно Ямой. Для того чтобы попасть к загробному судилищу, умершие должны проделать долгий путь через всю страну. По дороге они посещают шестнадцать мёртвых городов Питрилоки (столицей является последний, семнадцатый). Тем временем их бесплотные души питаются рисовыми шариками, которые им приносят оставшиеся в мире живых родственники. Эти шарики позволяют умершему обрести некое подобие тела – оно понадобится для того, чтобы он мог в полной мере ощутить все муки и радости загробного воздаяния. 
Путь к месту суда обычно занимает год. Здесь, в огромном городе Царя Справедливости, заседает Яма, традиционно одетый в ярко-красное платье, с венцом на голове. В руках у Ямы знаки его власти – булава и петля, которой он вынимает душу из умершего. Секретарь бога, Читрагупта, докладывает царю о земных деяниях каждого новоприбывшего, после чего Яма определяет ему место либо в раю, либо в одном из отделений ада.

Грешников, попадающих в ад (Нарака), терзают по-разному: одних зарывают в раскаленный песок, других погружают в кипящее масло или в горящую нефть. Их грызут собаки и поедают черви; служители ада жгут их огнем, колют копьями, бросают под ноги бешеным слонам. Тела некоторых наполовину топят в смоле, а в головы вонзают стрелы. Многих спрессовывают, как сахарный тростник. 
Грехи, за которые Яма карает своих подданных, многообразны. Помимо обычных и всем понятных грехов вроде убийства, прелюбодеяния или религиозного небрежения, есть и специфические провинности. Согласно «Гаруда-Пуране», в индуистском аду наказываются те, «кто не слушает хорошего совета», «кто глуп», «кто считает себя просвещенным», а также те, кто имел неосторожность поздороваться с брахманом, имеющим детей от женщины из низшей касты шудр. Для праведников в царстве Ямы предназначен богатый дворец, где они предаются разнообразным наслаждениям.
Несмотря на то что суд Ямы беспристрастен и сам Яма нередко отождествляется с богом справедливости Дхармой, судит он не только по делам самого покойного, но и учитывает его родственные связи. Посмертная судьба подданных Ямы может оказаться печальной, если у них в роду есть, например, лжесвидетели.